# Myotis cobanensis
Myotis cobanensis је врста слепог миша из породице вечерњака (лат. Vespertilionidae).

## Распрострањење
Гватемала је једино познато природно станиште врсте.

## Станиште
Врста Myotis cobanensis има станиште на копну.

## Угроженост
Подаци о распрострањености ове врсте су недовољни.

### Популациони тренд
Популациони тренд је за ову врсту непознат.